# Brigitte Enzner-Probst

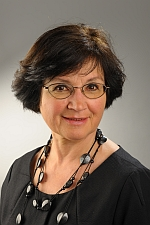
Brigitte Enzner-Probst

Brigitte Enzner-Probst (* 22. September 1949 in Feucht als Brigitte Enzner) ist eine deutsche feministische Theologin, Pfarrerin im Ruhestand und Autorin. Sie forscht und publiziert im Bereich der Liturgie- und Ritualwissenschaft, Seelsorge und im Fachbereich Dogmatik und Schöpfungslehre Aspekte der Schöpfungsspiritualität.

## Leben und Wirken

### Familie
Brigitte Enzner-Probst ist das dritte Kind des Pfarrehepaars Georg Enzner und Lydia, geb. Stiefel. Sie ist seit 1980 verheiratet mit dem Pfarrer Hermann Probst, hat drei Kinder und lebt heute in Rimsting am Chiemsee.

### Beruflicher Werdegang
Nach ihrer Kindheit und Jugendzeit in Wildenholz und Neusitz besuchte sie in Rothenburg ob der Tauber das Reichsstadt-Gymnasium. 1969 legte sie das Abitur am Ohm-Gymnasium in Erlangen ab. Danach studierte sie Evangelische Theologie in Erlangen und Tübingen. Es folgte ein Auslandssemester in Rom an der Facoltà Valdese. 1975 kehrte sie über Tübingen zum Examen wieder nach Erlangen zurück und legte zusätzlich das Staatsexamen in Philosophie ab.
Enzner-Probst begann als erste Vikarin der Immanuelgemeinde in München-Denning ihre pastorale Ausbildung. Die durch Kurse am Predigerseminar in Bayreuth ergänzt wurde, das zweite Examen folgte 1977. Von 1978 bis 1982 arbeitete sie als Assistentin am Lehrstuhl für Praktische Theologie bei Manfred Seitz in Erlangen und absolvierte zeitgleich eine klinische Seelsorge-Ausbildung. 1983 promovierte sie über ein pastoraltheologisches Thema.
1980 wurde sie als eine der ersten Pfarrerinnen der bayerischen Landeskirche ordiniert. Ihre erste Pfarrstelle in Uttenreuth übernahm sie 1982 und wechselte 1984 nach Neufahrn/Landshut, wo sie sich bis 1989 eine Pfarrstelle mit ihrem Mann teilte.
Von 1989 bis 1996 war sie Theologische Referentin im Frauenreferat der Evangelisch-Lutherischen Kirche in Bayern (EKLB) in München. Sie kam in Kontakt mit Vertreterinnen der kirchlichen Frauenbewegung aus Deutschland (u. a. Elisabeth Moltmann-Wendel, Luise Schottroff), aber auch aus den USA (Diann Neu). Sie wurde außerdem 1992 als Frauenbeauftragte für Westeuropa des Frauenreferats WICAS des Lutherischen Weltbundes berufen. 
Nach Beendigung ihrer Tätigkeit im Frauenreferat wirkte sie 1996/97 als Gastprofessorin für Feministische Theologie an der Humboldt-Universität Berlin, wo sie zusätzlich die Lehrstuhlvertretung für Klaus-Peter Jörns übernahm. Sie habilitierte sich 2006 an der Theologischen Fakultät Bern mit ihrer Habilitationsschrift über „Frauenliturgien als Performance. Die Bedeutung von Corporealität in der liturgischen Praxis von Frauen “ und lehrte als Privatdozentin im Fach Praktische Theologie bis Ende 2012. Schwerpunktthemen waren Rituelle Seelsorge, Interreligiöse Diapraxis und Schöpfungsspiritualität.

## Schwerpunkte als Frauenbeauftragte
Zu ihren Aufgaben als Theologische Referentin im Frauenreferat der Evangelisch-Lutherischen Kirche in Bayern gehörten u. a. die Mitarbeit in den liturgischen Gremien der VELKD und der ELKB mit dem Ziel der Herausgabe eines neuen Gottesdienstbuches und Gesangbuches. Die im Fachausschuss Liturgie und Spiritualität von Frauen erarbeitete Frauenliturgiesammlung Wenn Himmel und Erde sich berühren erschien 1993. Das Thema Gewalt gegen Frauen nahm breiten Raum ein. Schwerpunktmäßig war Enzner-Probst für die Ehrenamtlichen der Kirchenkreise Nürnberg und Augsburg verantwortlich.
Im Arbeitskreis Institutionalisierung Theologischer Frauenforschung erarbeitete sie die Konzeption einer Dozentur für Feministische Theologie/Theologische Frauenforschung. Durch die Bündelung kirchenpolitischer Aktionen gelang es, diese an der Augustana-Hochschule in Neuendettelsau anzusiedeln. Sie wurde 2001 in eine unbefristete Professur umgewandelt.
Unter dem Titel „Fit für Führung“ bot sie ein Führungscoaching für Pfarrerinnen in den ersten Amtsjahren an, ebenso Einzelberatung für Frauen in kirchlichen Berufen.

## Weitere Tätigkeiten und Veröffentlichungen
In einer empirischen Studie interviewte sie mit einem Team 12 Kolleginnen zum Thema Unvereinbarkeit von Familie und Beruf wertete diese Interviews anhand der Theorie vom „weiblichen Arbeitsmarkt“ (Elisabeth Beck-Gernsheim) aus.
Weitere Bücher zu poimenischen Themen, etwa im Bereich der Fortbildung von Hospizbegleitern (Heimkommen; Trauer leben) folgten.
Zu ihren „gottespoetischen“ Publikationen gehört der 1991 zum ersten Mal herausgegebene Frauenkirchenkalender, der Frauenbiographien, politische und spirituelle Texte verknüpft und dessen Herausgeberin sie in wechselnden Teams bis 2015 war. Nach „Auf den Schwingen der Sehnsucht “ folgte 2005 „Aus der Fülle leben “ und schließlich „HerzWorte “ (2008).
Zum Deutschen Evangelischen Kirchentag in Stuttgart 2015 konzipierte und schrieb sie die „Frauenmesse“, die von der Liedermacherin Claudia Mitscha-Eibl vertont wurde. 

## Veröffentlichungen (Auswahl)
- Zwischen Berufung und Beruf. Zur seelsorgerlichen Begleitung von Theologiestudierenden, Lang Verlag, 1988, ISBN 978-3-8204-1280-2
- Pfarrerin: Als Frau in einem Männerberuf, Kohlhammer Verlag, 1994, ISBN 978-3-17-013226-9
- Heimkommen. Segensworte, Gebete und Rituale für die Kranken- und Sterbebegleitung, Claudius Verlag, München 2004, ISBN 978-3-532-62301-5
- Frauenliturgien als Performance. Zur Bedeutung von Corporealität in der liturgischen Praxis von Frauen, Habilitationsschrift, Vandenhoeck & Ruprecht, 2008, ISBN 978-3-7887-2249-4
- Trauer leben. Rituale, Segensworte und Gebete, Claudius Verlag, München 2010, ISBN 978-3-532-62408-1
- Mein Leben feiern. Frauengebete im Jahreskreis, Patmos Verlag, Ostfildern 2019, ISBN 978-3-8436-1170-1
- Frauenliturgien neu entdeckt. Performative Potenziale in der liturgischen Praxis von Frauen, LIT-Verlag, Berlin-Münster 2019, ISBN 978-3-643-14271-9
- Im Einklang mit dem Kosmos. Schöpfungsspiritualität lehren, lernen und leben. Grunewald Verlag, Ostfildern 2015, ISBN 978-3-7867-2971-6
- Mit Geistkraft und Mut. Die Anfänge des Frauenreferats in der evangelisch-lutherischen Landeskirche in Bayern 1987–1997, Schwabenverlag, Ostfildern 2019 ISBN 978-3-7966-1783-6